# Run for Your Life
Run for Your Life (englisch für: Lauf um dein Leben) ist ein Lied der britischen Band The Beatles, das 1965 für das Album Rubber Soul aufgenommen wurde. Das Stück wurde primär von John Lennon geschrieben, obwohl als Komponistenteam Lennon/McCartney angegeben ist.

## Hintergrund
In einem Interview mit Jann Wenner für das Musikmagazin Rolling Stone aus dem Jahr 1970 gab Lennon zu, dass er die erste Zeile des Textes “I’d rather see you dead, little girl, than to be with another man” dem Lied Baby, Let’s Play House entnommen hatte, und den Rest dann um dieses Thema entwickelt habe. Baby, Let’s Play House, eine Komposition des Bluesmusikers Arthur Gunter aus dem Jahr 1954, erreichte in der Version von Elvis Presley im Jahr 1955 den fünften Platz der Billboard Hot 100. Weiterhin äußerte er sich dahingehend, dass er das Stück nie gemocht habe, es sei nur ein Song, den er „eben mal rausgehauen“ habe (“[…] a song I just knocked off”).

“I used to like specific lines from songs – ‘I’d rather see you dead, little girl, than to be with another man’ – so I wrote it around that.”

„Ich mochte bestimmte Zeilen aus Liedern – ‚Ich sähe dich lieber tot, kleines Mädchen, als mit einem anderen Mann zusammen‘ – also schrieb ich um das herum.“

Lennons geringe Wertschätzung für das Lied hatte Bestand, auch in seinem letzten großen Interview, das er im Dezember 1980 mit David Sheff für das Magazin Playboy führte, meinte er, nie viel von dem Stück gehalten zu haben, wies aber darauf hin, dass George Harrison es immer gemocht habe.
John Lennon griff 1971 das Eifersuchtsthema in dem Lied Jealous Guy für das Album Imagine erneut auf.

## Aufnahme
Obwohl Run for Your Life das Album Rubber Soul beschließt, war es das erste Lied, das dafür aufgenommen wurde. Die Aufnahmen fanden am 12. Oktober 1965 in den Londoner Abbey Road Studios unter der Leitung von George Martin statt. Als Toningenieur fungierte Norman Smith. Die Beatles benötigten fünf Takes, um den Backing Track fertigzustellen. Bei der Aufnahme spielte John Lennon Westerngitarre, George Harrison E-Gitarre, Paul McCartney E-Bass und Ringo Starr Schlagzeug. Es folgten Overdubs, bei denen Tamburin, zusätzliche Gitarren und Backing Vocals hinzugefügt wurden. Sänger des Stücks war John Lennon. Der Hintergrundgesang stammte von McCartney und Harrison.
Die Abmischungen des Liedes erfolgten am 9. November 1965 in Mono und am 10. November in Stereo. Bei der Neuabmischung von George Martin aus dem Jahr 1986 wurde im Vergleich zur ursprünglichen Stereoversion eine Korrektur vorgenommen.

## Veröffentlichung
Am 7. Dezember 1965 erschien in Deutschland das zehnte Beatles-Album Rubber Soul, auf dem Run for Your Life enthalten ist. In Großbritannien wurde das Album schon am 3. Dezember 1965 veröffentlicht, dort war es das sechste Beatles-Album. In den USA wurde das Lied auf dem dortigen elften Album Rubber Soul am 6. Dezember veröffentlicht.

## Coverversionen
- Nancy Sinatra veröffentlichte auf ihrem Album Boots (1966) eine Version von "Run for Your Life", bei der sie den originalen misogynen Text an mehreren Stellen umdichtete, beispielsweise zu “Well I'd rather see you dead, little boy”.
- Gary Lewis & the Playboys nahmen eine Version auf ihrem Album She's Just My Style auf, das im März 1966 veröffentlicht wurde. Im selben Jahr veröffentlichte Johnny Rivers den Song auf seinem Live-Album …And I Know You Wanna Dance. Herman Brood coverte Run for Your Life für sein 1989er Album Yada Yada.